# Де Бюрле, Жюль
Жюль Филип Мари де Бюрле (фр. Jules Philippe Marie de Burlet); (10 апреля 1844, Иксель — 1 марта 1897, Нивель) — бельгийский католический политический деятель, премьер-министр страны с 26 марта 1894 по 25 февраля 1896.

## Биография
Родился в Икселе, учился в Лёвенском католическом университете получил степень по праву (1865). Имел практику в Нивеле, где построил себе дом. Был мэром города в 1872—1891 годах.
С 1884 по 1888 и с 1892 по 1894 год он представлял Нивель в Палате представителей Бельгии. В 1891 году стал министром внутренних дел, а в 1894 году оставил нижнюю палату и стал членом бельгийского Сената от провинции Брабант (до 1896). В это же время возглавил правительство страны. После выхода в отставку занимал пост посла Бельгии в Португалии (1896—1897).
Министр внутренних дел 2 марта 1891 — 25 мая 1895.
Министр иностранных дел 25 мая 1895 — 11 января 1896.
Умер в Нивеле в 1897 году.